# Springkornstjälkvecklare
Springkornstjälkvecklare (Pristerognatha fuligana) är en fjärilsart som beskrevs av Michael Denis och Ignaz Schiffermüller 1775. Springkornstjälkvecklare ingår i släktet Pristerognatha och familjen vecklare. Enligt den svenska rödlistan är arten starkt hotad i Sverige. Arten förekommer i Götaland. Artens livsmiljö är skogslandskap, våtmarker, jordbrukslandskap. Inga underarter finns listade i Catalogue of Life.